# أرنو بيترز
أرنو بيترز (بالألمانية: Arno Peters)‏ هو مؤرخ واقتصادي ألماني، ولد في 22 مايو 1916 في تشارلوتنبرغ في ألمانيا، وتوفي في 2 ديسمبر 2002 في بريمن في ألمانيا.

## وصلات خارجية
- أرنو بيترز على موقع مونزينجر (الألمانية)
- أرنو بيترز على موقع ميوزك برينز (الإنجليزية)
- أرنو بيترز على موقع ديسكوغز (الإنجليزية)